# Речное (Калининградская область)
Речное (до 1947 года нем. Magotten, Маготтен) — посёлок в Гвардейском городском округе Калининградской области. До 2014 года входил в состав Знаменского сельского поселения.
Высота центра селения над уровнем моря — 15 м.

## История
Указом Президиума ВС РСФСР от 17 ноября 1947 года Маготтен переименован в поселок Речное.

## Население
| 2002 | 2010 |
| ---- | ---- |
| 18   | ↘16  |